# Allorhynchium violaceipenne
Allorhynchium violaceipenne är en stekelart som beskrevs av Gusenleitner 2003. Allorhynchium violaceipenne ingår i släktet Allorhynchium och familjen Eumenidae. Inga underarter finns listade i Catalogue of Life.